# ヴィルヘルム・デッカー

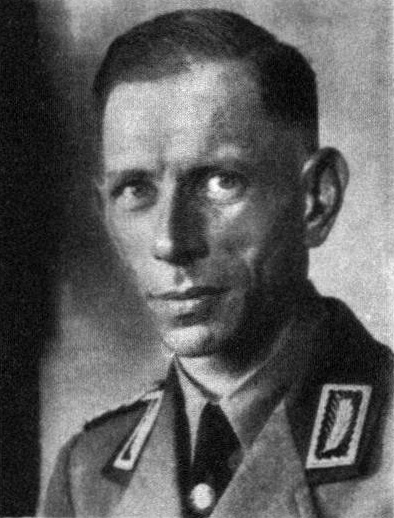
ヴィルヘルム・デッカー

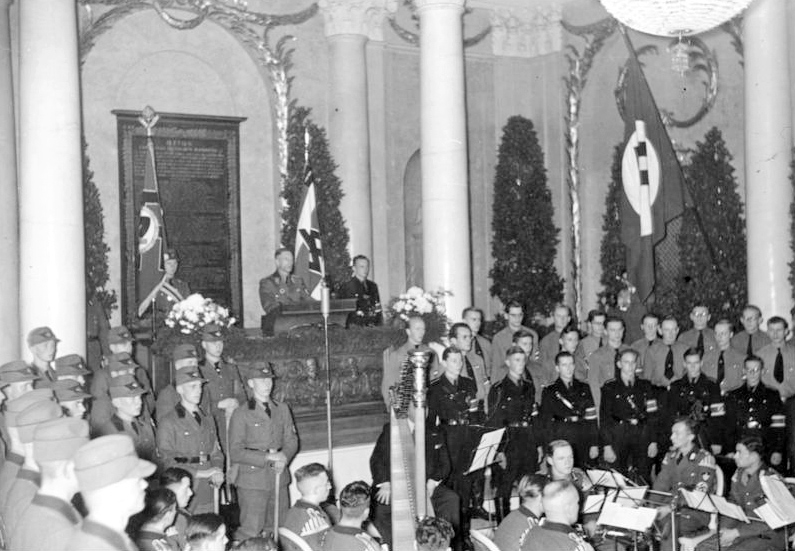
ベルリン大学のランゲマルクの神話に関する記念式典にて演説を行うデッカー。（1936年11月11日）

ヴィルヘルム・"ヴィリー"・デッカー（Wilhelm „Will“ Decker, 1899年12月13日 - 1945年5月1日）は、ドイツの政治家。ナチス・ドイツの時代、国家社会主義ドイツ労働者党（NSDAP, ナチ党）の党員として広報担当の役職や国家労働奉仕団(RAD)の総労働指導者(Generalarbeitsführer)などを務めた。

## 経歴
1899年、ロストックに生まれる。同地のギムナジウムで学んでいたが、第一次世界大戦只中の1917年には学業を離れて西部戦線に従軍する。
敗戦後はロストック大学に進学し、歴史とドイツ文学について学んだ。1922年、哲学博士(Dr. phil)の博士号を取得。1923年、民族主義者寄りの新聞に記事を寄せる。1924年、地方新聞『Mecklenburger Warte』紙の編集者として雇用される。1926年、民族主義的運動から距離を取り、NSDAPに入党した（党員番号：136,932）。1929年、NSDAPの大管区・国家弁士(Gau- und Reichsredner)となり、同年11月よりブランデンブルク省委員会(Brandenburgischen Provinzialausschusses)やニーデルバルニム地方議会(Kreistages von Niederbarnim)などにも所属した。
彼は1930年9月から1945年5月まで、第4選挙区（ポツダム第1）選出の国会議員を務めた。1933年の議会では、いわゆる全権委任法に賛成票を投じている。
1931年に奉仕労働制度(Freiwilliger Arbeitsdienst)が始まると、デッカーはこれを統括する教育訓練総監(Inspekteur für Erziehung und Ausbildung)に任命される。1934年、労働意欲の喚起を目的とする雑誌『働く国民』(Volk an der Arbeit)を出版。この働きが評価され、1935年には国家労働奉仕団(RAD)における総労働指導者(Generalarbeitsführer)に任命される。
1935年、ベルンハルト・ルスト教育相はデッカーをベルリン大学における労働講義の講師に任命し、また1937年6月には名誉教授の称号を授与されている。同年に設立された民間伝承研究団体では短期間ながら長を務めている。
1939年1月30日、黄金ナチ党員バッジを授与される。
1940年以降はRAD総裁コンスタンティン・ヒールルの元で働く。同年以降、新しいドイツの歴史のための帝国研究所内のユダヤ人問題研究部(Forschungsabteilung Judenfrage)の諮問委員会にも名を連ねている。
1945年5月、ベルリンの戦いの最中に死亡した。彼が自殺したのか、あるいは戦火に巻き込まれて死亡したのかは明らかになっていない。
戦後のソ連占領地域では、デッカーの著書および彼が作成に関与した出版物は、その全てが禁書に指定された。

## 著書
- Die Napoleonische Kontinentalsperre und ihre Wirkungen in Rostock, 1922.
- Der deutsche Weg, Leipzig 1933.
- Kreuze am Wege zur Freiheit, Leipzig 1935.
- Wille und Werk, 1935.
- Die politische Aufgabe des Arbeitsdienstes, Berlin 1935.
- Der deutsche Arbeitsdienst, Berlin 1937.
- Arbeitsmaiden am Werk, 1940.
- Mit dem Spaten durch Polen, 1940.